# Zazuar
Zazuar is een dorp en gemeente in de Spaanse provincie Burgos en in de regio Castilië en León. Zazuar heeft een oppervlakte van 23 km² en heeft 234 inwoners (1 januari 2016).

## Burgemeester
De burgemeester van Zazuar is Juan José Bueno Cuesta.

## Demografische ontwikkeling
| Inwoners | Jaar  |
| -------- | ----- |
| 1842     | 428   |
| 1857     | 878   |
| 1860     | 951   |
| 1877     | 1.017 |
| 1887     | 1.028 |
| 1897     | 1.047 |
| 1900     | 1.037 |
| 1910     | 1.103 |
| 1920     | 904   |
| 1930     | 931   |
| 1940     | 951   |
| 1950     | 1.032 |
| 1960     | 689   |
| 1970     | 469   |
| 1981     | 382   |
| 1991     | 254   |
| 2001     | 245   |

## Galerij

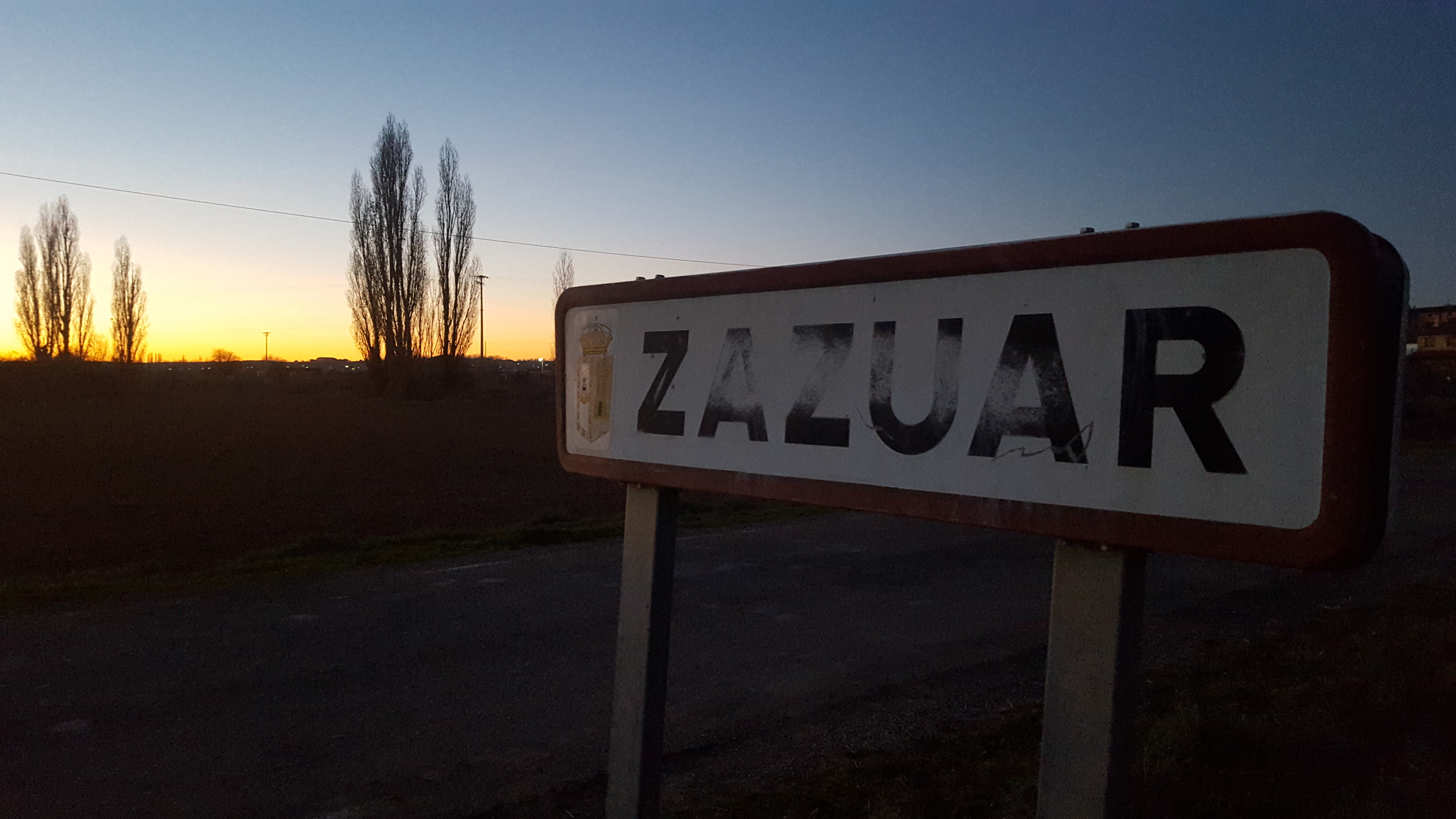
Zazuar
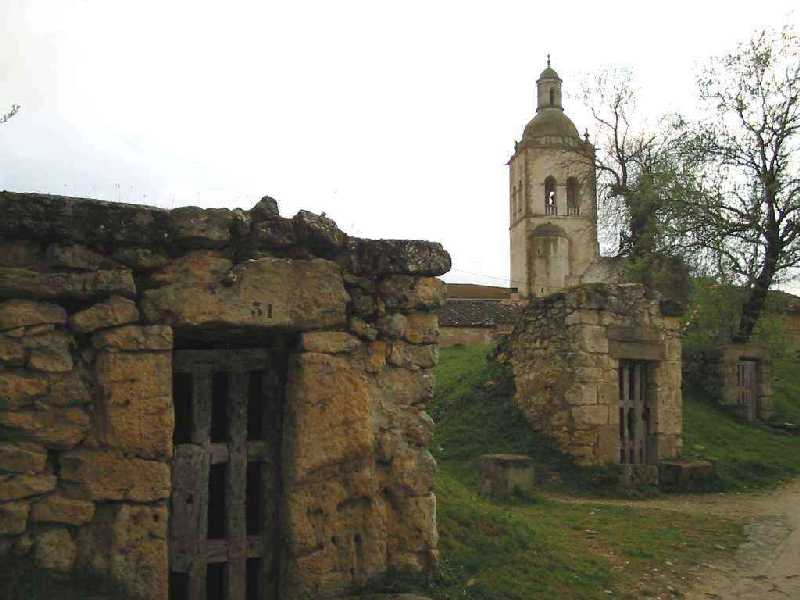